# Качмарський Євстахій
отець Євстахій Качмарський (28 квітня 1861, Городок — 23 квітня 1932, Славське)  — галицький український священник (УГКЦ). Парох Славська. Делегат Української Національної Ради ЗУНР, представляв Сколівський повіт.

## Життєпис

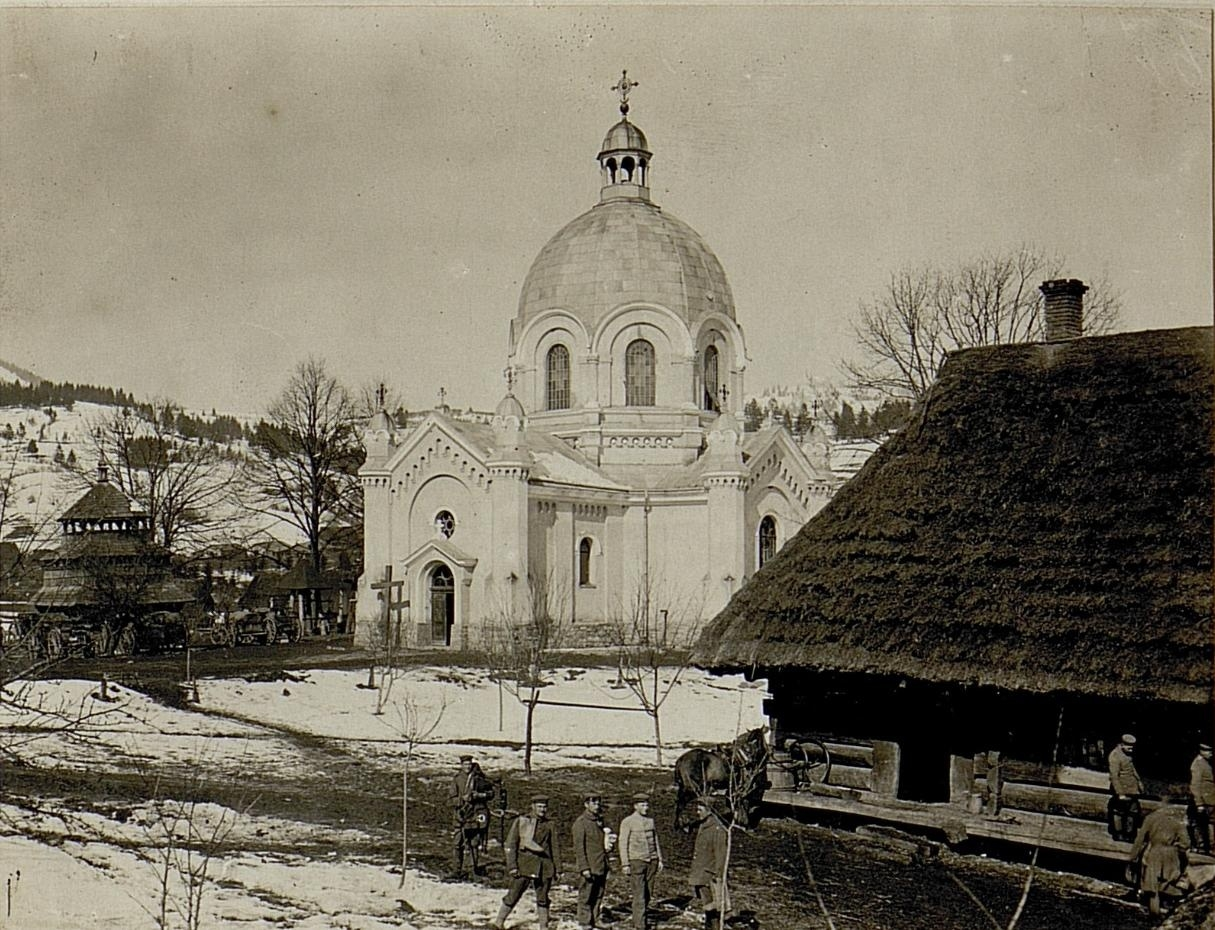
Церква Успіння Пресвятої Богородиці, збудована в 1901 році за о. пароха Євстахія Качмарського за проектом Василя Нагірного. Знимка з 1915 року

Народився 28 квітня 1861 року в Городку на Львівщині. Після закінчення семінарії, 20 листопада 1886 року був висвячений на одруженого священника. Першим місцем священичого служіння була парафія в селі Товщів, де у 1886—1887 роках він був сотрудником. Потім у 1887—1890 роках був адміністратором, а від 1890 до 1897 року — парохом в селі Опорець. У 1897 році о. Євстахія Качмарського призначено на парафію в Славську, де він працював аж до своєї смерті.
Був делегатом Української Національної Ради ЗУНР, представляв Сколівський повіт..